# Gérard Martinelli
Gérard Martinelli, né le 23 février 1948 à Tarascon, est un footballeur professionnel français évoluant au poste de gardien de but.

## Biographie
Il commence sa carrière professionnelle lors de la saison de D2 1967-1968 au RC Joinville.
La saison suivante, il rejoint le Nîmes Olympique en Division 1. Il y reste 11 saisons, souvent remplaçant mais néanmoins gardien numéro un lors de la saison 1971-1972 durant laquelle le club joue la Coupe de l'UEFA et termine le championnat à la 2e place.
Il est également titulaire lors de sa dernière saison.
Néanmoins, il est resté dans l'ombre de Louis Landi et d'Henri Orlandini.

## Palmarès
- Championnat de France
  - Vice-Champion : 1972